# 알파-메틸스타이렌
α-메틸스타이렌(영어: α-methylstyrene, AMS)은 화학식이 C6H5C(CH3)=CH2인 유기 화합물이다. 2-프로페닐벤젠(영어: 2-propenylbenzene)이라고도 한다. α-메틸스타이렌은 무색의 오일이다.

## 합성 및 반응
α-메틸스타이렌은 가소제, 수지 및 중합체의 전구체이다.
α-메틸스타이렌과 아세토페논은 큐멘 공정의 변형에서 형성된 부산물이다. 이것은 또한 큐멘의 탈수소화에 의해 생성될 수 있다.
단량체인 α-메틸스타이렌으로부터 얻은 단일 중합체는 천정 온도가 낮은 것이 특징인 불안정한 물질이다.

## 같이 보기
- 스타이렌